# زمین‌لرزه اندونزی
زمین‌لرزه اندونزی ممکن است به یکی از موارد زیر اشاره داشته باشد:
- زمین‌لرزه ۱۹۱۳ اندونزی
- زمین‌لرزه ۱۹۱۴ اندونزی
- زمین‌لرزه ۱۹۱۷ اندونزی
- زمین‌لرزه ۱۹۳۱ اندونزی
- زمین‌لرزه ۱۹۳۲ اندونزی
- زمین‌لرزه ۱۹۳۳ اندونزی
- زمین‌لرزه ۱۹۳۶ اندونزی
- زمین‌لرزه ۱۹۳۸ اندونزی
- زمین‌لرزه ۱۹۵۰ اندونزی
- زمین‌لرزه ۱۹۶۴ اندونزی
- زمین‌لرزه فوریه ۱۹۶۷ اندونزی
- زمین‌لرزه آوریل ۱۹۶۷ اندونزی
- زمین‌لرزه ۱۹۶۸ اندونزی
- زمین‌لرزه ۱۹۶۹ اندونزی
- زمین‌لرزه ژوئیه ۱۹۷۶ اندونزی
- زمین‌لرزه سپتامبر ۱۹۷۹ اندونزی
- زمین‌لرزه نوامبر ۱۹۷۹ اندونزی
- زمین‌لرزه دسامبر ۱۹۷۹ اندونزی
- زمین‌لرزه ۱۹۸۲ اندونزی
- زمین‌لرزه ۱۹۸۵ اندونزی
- زمین‌لرزه ۱۹۹۰ اندونزی
- زمین‌لرزه ۱۹۹۴ اندونزی
- زمین‌لرزه ۱۹۹۶ اندونزی
- زمین‌لرزه اکتبر ۲۰۰۲ اندونزی
- زمین‌لرزه نوامبر ۲۰۰۲ اندونزی
- زمین‌لرزه نوامبر ۲۰۰۴ اندونزی
- زمین‌لرزه ۲۰۰۴ اندونزی
- زمین‌لرزه ژانویه ۲۰۰۷ اندونزی
- زمین‌لرزه سپتامبر ۲۰۰۷ اندونزی
- زمین‌لرزه ۲۰۰۸ اندونزی